# Капустин, Александр Александрович
Александр Александрович Капустин — советский хозяйственный, государственный и политический деятель.

## Биография
Родился в 1920 году в Петрограде. Член КПСС.
Выпускник Ленинградского электротехнического института им. В.И. Ульянова (Ленина) (1946-48). 
Участник Великой Отечественной войны. С 1946 года — на хозяйственной, общественной и политической работе. В 1946—1978 гг. — студент, инженер НИИ, аспирант, ассистент, преподаватель Ленинградского электротехнического института, директор ЛИТМО, ректор Ленинградского института авиационного приборостроения
Умер в Ленинграде в 1978 году.